# Thelychiton
Thelychiton es un género con 26 especies de orquídeas. Ha sido separado del género Dendrobium. Son orquídeas epífitas o litófitas que se encuentran en las selvas tropicales de Nueva Guinea y el norte de Australia. se caracterizan por su llamativo color y su fragancia floral.

## Descripción
Las especies son orquídeas pequeñas a grandes de hábitos epífitas o litófitas, con un cremimiento simpodial, con los tallos erectos a caídos, grueso cónicos o en forma de huso, con 2 a 7 hojas terminales, delgadas, brillantes, lanceoladas a ovales y una inflorescencia axilar o terminal, Erecta con un racimo caído con unas pocas decenas de flores carnosas de larga vida.
Las flores, incluso dentro de una especie, tienen la variedad de color de blanco a rojo y púrpura a azul. Muchas especies tienen un distintivo olor dulce o picante.
Algunas especies de este género son cleistogamas: En estas especies no puede haber fecundación normal mediante el intercambio de polinias, la planta se poliniza y fertiliza así mismo.

## Distribución y hábitat
Se encuentran sobre los árboles y en las rocas en una amplia variedad de biotopos, desde calientes y húmedos costeros a selvas tropicales más frías y brumosas selvas de montaña, a veces en las rocas en zonas abiertas y a pleno sol. Se encuentran principalmente en Nueva Guinea y Queensland y Nueva Gales del Sur en el norte de Australia.

## Sinonimia
Han sido segregadas del género Dendrobium Sw. secc, Dendrocoryne.

## Etimología
El nombre Thelychiton proviene del griego thely (mujer) y chitona (con cobertura), que se refiere a los genitales femeninos de algunas especies que se encuentran cubiertos.

## Taxonomía
El género Thelychiton fue descrito por Endl. e incorporado al género Dendrobium de donde fue separarado de por M.A.Clem. & D.L.Jones en 2002.
Su especie tipo es Thelychiton macropus. El género cuenta actualmente con 26 especies.

## Especies
- Thelychiton adae (F.M.Bailey) M.A.Clem. & D.L.Jones (2002)
- Thelychiton argyropus Endl. (1833)
- Thelychiton biconvexus D.L.Jones & M.A.Clem. (2006)
- Thelychiton brachypus Endl. (1833)
- Thelychiton capricornicus (Clemesha) M.A.Clem. & D.L.Jones (2002)
- Thelychiton carnarvonensis (Peter B.Adams) M.A.Clem. & D.L.Jones (2002)
- Thelychiton comptonii (Rendle) M.A.Clem. & D.L.Jones (2002)
- Thelychiton coriaceus D.L.Jones & M.A.Clem. (2006)
- Thelychiton curvicaulis (F.M.Bailey) M.A.Clem. & D.L.Jones (2002)
- Thelychiton epiphyticus D.L.Jones & M.A.Clem. (2006)
- Thelychiton falcorostrus (Fitzg.) M.A.Clem. & D.L.Jones (2002)
- Thelychiton finniganensis (D.L.Jones) M.A.Clem. & D.L.Jones (2002)
- Thelychiton fleckeri (Rupp & C.T.White) M.A.Clem. & D.L.Jones (2002)
- Thelychiton gracilicaulis (F.Muell.) M.A.Clem. & D.L.Jones (2002)
- Thelychiton howeanus (Maiden) M.A.Clem. & D.L.Jones (2005)
- Thelychiton jonesii (Rendle) M.A.Clem. & D.L.Jones (2002)
- Thelychiton kingianus (Bidwill ex Lindl.) M.A.Clem. & D.L.Jones (2002)
- Thelychiton macropus Endl. (1833)
- Thelychiton moorei (F.Muell.) M.A.Clem. & D.L.Jones (2002)
- Thelychiton pedunculatus (Clemesha) M.A.Clem. & D.L.Jones (2002)
- Thelychiton pulcherrimus (Rupp) M.A.Clem. & D.L.Jones (2002)
- Thelychiton rex (M.A.Clem. & D.L.Jones) M.A.Clem. & D.L.Jones (2002)
- Thelychiton rupicola D.L.Jones & M.A.Clem. (2006)
- Thelychiton speciosus (Sm.) M.A.Clem. & D.L.Jones (2002)
- Thelychiton spectabilis D.L.Jones & M.A.Clem. (2006)
- Thelychiton tarberi (M.A.Clem. & D.L.Jones) M.A.Clem. & D.L.Jones (2002)